# Les Godelureaux
Pour plus de détails, voir Fiche technique et Distribution.
Les Godelureaux est un film français réalisé par Claude Chabrol, sorti le 17 mars 1961.

## Synopsis
Ronald est un jeune riche oisif et excentrique. Alors qu'il est garé devant le Café de Flore, une bande de jeunes gens dirigée par Arthur, un jeune bourgeois, déplace sa voiture pour y mettre la leur. De retour Ronald est vexé d'être la risée de la terrasse du café. Il part en élaborant sa vengeance sous la forme d'un jeu sadique. Ambroisine, aux amours volages, en sera l'instrument : Arthur en tombera follement amoureux, mais Ronald sera le chef d'orchestre pas toujours occulte de cette relation.

## Fiche technique
- Titre original : Les Godelureaux
- Réalisation : Claude Chabrol
- Assistance réalisation : Paul Seban
- Scénario : Claude Chabrol
- Adaptation et Dialogues : Paul Gégauff d'après le roman Les Godelureaux[3] d'Éric Ollivier
- Décors : Georges Glon, Charles Mérangel
- Costumes : Maurice Albray
- Photographie : Jean Rabier
- Son : Jean-Claude Marchetti
- Musique : Pierre Jansen, Maurice Leroux
- Montage : James Cuenet
- Production : Raymond Hakim et Robert Hakim
- Sociétés de production :  Cocinor,  SpA Cinematografica
- Société de distribution : Cocinor
- Pays d'origine :  France,  Italie
- Langue originale : français
- Format : Noir et blanc - 35 mm - 1,37:1 - Mono
- Genre : Comédie dramatique
- Durée : 99 minutes
- Date de sortie :
  - France : 17 mars 1961[1]
- Classification :
  - France : initialement « interdit aux moins de 18 ans »[4], puis « interdit aux moins de 16 ans avec avertissement »[5]
- Affiche : Jouineau Bourduge (France)

## Distribution[6]
- Jean-Claude Brialy : Ronald
- Bernadette Lafont : Ambroisine
- Charles Belmont : Arthur
- André Jocelyn : le jeune homme (à tout faire de Ronald)
- Jean Galland : l'oncle d'Arthur
- Sacha Briquet : Henri, le fiancé
- Jean Tissier : le président
- Laura Carli : tante Suzanne
- Sophie Grimaldi : la fiancée
- Serge Bento : Bernard 1, le livreur
- Pierre Vernier : Bernard 2
- Jeanne Pérez : la veuve Goupil
- Corrado Guarducci : le peintre
- Stella Dassas : la duchesse
- Stéphane Audran : Xavière, la danseuse
- Parisys : la chanteuse
- Juliette Mayniel : la nonne
- Jacques Ralf
- Robert Barre
- Fabrizio Capucci
- Jean-Marie Arnoux
- Henri Attal : un consommateur
- Michel Beaune
- Jean Bouchaud
- André Chanal
- André Clair
- Claude Caroll
- Liliane David
- Pascal Fardoulis
- Rudy Lenoir
- Bernard Papineau
- Danièle Rosen
- André Tomasi
- Dominique Zardi : un consommateur
- Albert Dinan : Albert, un ecclésiastique
- Jean-Marie Rivière
- Jean-Louis Maury : Marcel, un ecclésiastique
- Mario David
- Raymond Pélissier
- France Asselin
- Charles Bayard
- Philippe Castelli
- Georges Debot
- Gabrielle Doulcet
- Laure Paillette
- Jean-Michel Rouzière
- André Thomas
- Karen Blanguernon
- Claude Chabrol : un consommateur (non crédité)

## Autour du film
- Le début de poème récité au rythme d'un métronome par André Jocelyn est la fable composée par Jean de La Fontaine Le Laboureur et ses enfants, éditée 1668.
- Même si, à aucun moment du film, l'exacte nature du compagnonnage de Ronald (Jean-Claude Brialy) avec le jeune homme sans nom (André Jocelyn) n'est clairement établie, le dandysme affiché du premier et les manières parfois efféminées du second laissent imaginer entre eux des rapports plus intimes, voire sentimentaux.
- Après le notoire insuccès des Bonnes Femmes (1960), ce film s'inscrit dans une liste d'échecs commerciaux qui pousseront Claude Chabrol à réaliser une série de productions de pure commande dans la courant des années 1960[7].

## Biographie
- André S. Labarthe France-Observateur, Paris, 23 mars 1961
- Georges Sadoul, Les Lettres françaises no 868, Paris, 23 mars 1961
- J. Carta, Témoignage chrétien, S.A.ETC, Lyon, 31 mars 1961,  (ISSN 0244-1462)
- Gilbert Salachas, « Les Godelureaux », Téléciné, no 96, Paris, Fédération des Loisirs et Culture Cinématographique (FLECC), mai 1961,  (ISSN 0049-3287)